# Красноармейская волость (Порховский район)
Красноармейская волость — упразднённые административно-территориальная единица 3-го уровня и муниципальное образование со статусом сельского поселения в Порховском районе Псковской области России.
Административный центр — деревня Попадинка.

## География
Территория волости граничила на западе и юге с Туготинской волостью, на юго-востоке — с Логовинской волостью, на севере — с Дубровенской волостью, городом Порхов и Полонской волостью Порховского района, на востоке — с Дновским и Дедовичским районами Псковской области.

## Население
| 2002 | 2010  | 2012  | 2013  | 2014  | 2015  |
| ---- | ----- | ----- | ----- | ----- | ----- |
| 1162 | ↗1537 | ↘1513 | ↘1491 | ↗1518 | ↘1491 |

## Населённые пункты
В состав Красноармейской волости входили 72 населённых пункта (деревни): Александровка, Бараново, Бельское Устье, Большие Липки, Борок, Бортниково, Быстро, Веретье, Воротницы, Голово, Горелицы, Горки, Горушка, Гречушанка, Дворище, Демьяново, Долгое Поле, Евановичи, Жарки, Жидовичи, Залужье, Замушки, Затишье, Заходы, Ильино, Карачуницы, Качурицы, Киевка, Козоногово, Коковкино, Колода, Красный Бор, Кшоты, Летохино, Липотяги, Любасницы, Малитино, Малые Липки, Молодошково, Нестрино, Новопетровское, Осечище, Опочно, Плосково, Поляны, Пестово, Попадинка, Рисково, Рытицы, Селище, Славницы, Сосновый Бор, Страшницы, Тимоново, Тосныборки, Требешница, Требеха, Турово, Углы, Узлово, Укреть, Федково, Федотино, Фомкина Гора, Фролово, Холомки, Черное-Захонье, Шевницы, Шилово, Щерепицы, Язвище, Ясно.

## История
Территория этой ныне бывшей волости в 1927 году вошла в Порховский район в виде ряда сельсоветов, в том числе Красноармейского сельсовета.
Указом Президиума Верховного Совета РСФСР от 16 июня 1954 года Селищенский и Соколихинский сельсоветы были включены  в Красноармейский сельсовет, Шквертовский сельсовет — в Ясенский сельсовет, Шевницкий и Воротницкий сельсоветы были объединены в Туровский сельсовет.
Постановлением Псковского областного Собрания депутатов от 26 января 1995 года все сельсоветы в Псковской области были переименованы в волости, в том числе Красноармейский сельсовет был превращён в Красноармейскую волость.
Законом Псковской области от 28 февраля 2005 года была упразднена Ясенская волость и включена в новосозданное муниципальное образование Красноармейская волость со статусом сельского поселения с 1 января 2006 года в составе муниципального образования Порховский район со статусом муниципального района.
Законом Псковской области от 3 июня 2010 года была упразднена Туровская волость и включена в Красноармейскую волость с центром в деревне Попадинка.
Закон Псковской области от 30 марта 2015 года Красноармейская волость была упразднена и вместе с Логовинской волостью в апреле 2015 года включена в Полонскую волость.